# Abstracta cinema

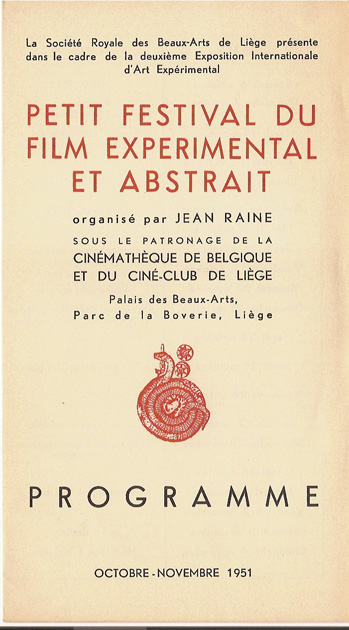
Affiche du Manifeste de Jean Raine en 1951

Abstracta Cinema est un festival  international consacré au cinéma abstrait.
La première édition de l'exposition a eu lieu à Rome du 12 au 17 septembre 2006 sous la direction de Massimo Pistone. Plus de 200 films du monde entier ont ainsi été projetés à Rome (Italie).
Il s'agit de la reprise d'une initiative entreprise à Liège en 1951 par Jean Raine, artiste CoBrA, à laquelle ont participé de grands auteurs dada et surréalistes. Cette aventure, recommencée en 2006, se poursuit depuis.